# Pinnaspis theae
Pinnaspis theae är en insektsart som först beskrevs av William Miles Maskell 1891.  Pinnaspis theae ingår i släktet Pinnaspis och familjen pansarsköldlöss. Inga underarter finns listade i Catalogue of Life.